# Toivo Mikael Kivimäki
Toivo Mikael Kivimäki (né le 5 juin 1886 à Tarvasjoki, mort le 6 mai 1968 à Helsinki) est un juriste et homme d'État finlandais.
Il est Premier ministre de décembre 1932 à octobre 1936.
Il est aussi ministre de l'Intérieur en 1928–1929, ministre de la Justice en 1931–1932 et député en 1922, 1924–1927 et 1929–1940.

## Biographie

### Jeunesse
Toivo est le fils de l'instituteur Frans Mikko Kivimäki et de Mathilda Josefina Broman.
En 1905, il passe son baccalauréat au lycée de Tampere.
Pendant ses études universitaires il milite au parti finlandais.
Il est entre autres actif lors des premières élections législatives finlandaises.
Toivo Kivimäki obtient son diplôme de droit en 1908 et est nommé varatuomari en 1911.
De 1912 a 1920, il est avocat dans le cabinet d'avocats Kivimäki & Tulenheimo qu'il a fondé à Turku avec son ami Eino Tulenheimo.
À la suite de la guerre civile finlandaise on demande à Kivimäki de travailler pour la justice pénale d'État (fi) au camp de prisonniers de Tammisaari puis de devenir juge au camp de prisonniers d'Hämeenlinna.
On lui demande aussi de diriger le conseil d'évaluation qui a enquêté sur les émeutes de 1917 à Turku (fi) de novembre-décembre 1917 et sur la vague de pillage et les dommages économiques subis par les commerçants pendant la guerre civile.
En 1924, Kivimäki soutient sa thèse de doctorat sur la responsabilité de l'avocat de droit civil.
Kivimäki participe au projet conduit par Kaarle Nestor Rantakari dont l'objectif est d'établir une université privée de langue finnoise à Turku.
Kivimäki est membre de la direction de la société de l'université finlandaise de Turku (fi) dès sa fondation en novembre 1917 et il en est le président de 1926 à 1933. L'université de Turku débute en 1922 et Toivo Kivimäki est membre de sa direction de 1927 à 1933.

### Début de carrière politique
Après la guerre civile Toivo Kivimäki se lance activement dans la politique. Il appartient aux rares vieux finnois qui pendant la controverse sur la forme de l’État de 1918 sont favorables à la république.
Il quitte alors le parti de la coalition nationale pour rejoindre le parti progressiste national.
En 1922, Toivo Kivimäki entre pour la première fois au parlement comme remplaçant du ministre assassiné Heikki Ritavuori.
Il échoue aux élections législatives de 1922 mais il sera élu député de 1924 à 1927 et de 1929 à 1940.
À côté de son engagement politique, Toivo Kivimäki travaille de 1922 à 1924 comité d'élaboration des lois (fi) du ministère de la justice. De 1924 à 1929, il est directeur de la banque Länsi-Suomen Osake-Pankki et de 1929 à 1931 il est membre du comité de direction de la banque Maakuntain Pankki. En 1931, il devient professeur de droit civil à l'université d'Helsinki, un an avant que la crise provoque l’absorption de la banque Maakuntain pankki par la Kansallis-Osake-Pankki.
De 1931 à 1956, il dirige le département de droit civil à l'Université d'Helsinki.

### Premier ministre
Après la chute du gouvernement Sunila II, le président Pehr Evind Svinhufvud nomme Toivo Kivimäki premier ministre en décembre 1932.
Le gouvernement Kivimäki compte des députés de tous les partis bourgeois mais le parti du centre et le Parti de la coalition nationale ne veulent pas soutenir le gouvernement.
Seuls le Parti populaire suédois et le parti progressiste national annoncent leur soutien au gouvernement qui dispose donc d’une base très étroite.
Les ministres du RKP démissionnent au début 1936, et par la suite le gouvernement ne dispose plus que de l'appui parti progressiste national.
Par peur de la montée des forces de droite, le Parti social-démocrate donne son appui tactique permettant au gouvernement Kivimäki de tenir pendant deux mandats parlementaires,.
La plupart des gouvernements finlandais des années 1920 et 1930 ne durent pas plus d'un an.
Le gouvernement Kivimäki qui a tenu 1 393 jours est l'un des plus longs du XXe siècle.

### La guerre et les accusations
Pendant la guerre d'Hiver, Toivo Kivimäki négocie comme représentant du gouvernement finlandais à Stockholm et à Berlin.
Il tente sans y réussir l'obtenir l'aide militaire de la Suède et de l'Allemagne.
Il se rend d'abord à Stockholm avec Ragnar Nordström qui a reçu mandat de négocier du gouvernement finlandais.
Quand Ragnar Nordström revient comme premier ministre finlandais à la demande de Risto Ryti, Toivo Kivimäki reste seul à Stockholm pour continuer ses recherches d'aides. Juste après la guerre d'Hiver, Toivo Kivimäki préside le comité de réflexion sur la réinstallation des évacués de Carélie, qui rendra très rapidement son rapport en avril 1940.
En août 1940, Risto Ryti envoie Toivo Kivimäki ambassadeur de Finlande en Allemagne bien qu'il n'ait aucune expérience diplomatique.
À la même période Juho Kusti Paasikivi est nommé ambassadeur à Moscou.
Dès le début, l'activité de Kivimäki consiste à chercher un soutien politique et même militaire de l'Allemagne nazie pour la Finlande (voir rapprochement entre la Finlande et l'Allemagne 1940-1941 (fi)), dont la première phase sera formalisée par l'accord de transit de troupes allemandes à travers la Finlande et la Suède.
Dans ses rapports, il adopte le point de vue des intérêts allemands et il recommande au Gouvernement finlandais l'accomplissement des souhaits allemands concernant les affaires intérieures du pays, y compris l'interdiction des francs-maçons.
Rapidement, Toivo Kivimäki est étiqueté comme étant le larbin des Allemands et en décembre 1940 une note soviétique le liste parmi les personnes qui ne doivent pas devenir président de la Finlande à la suite de Kyösti Kallio.
N'étant pas candidat, il obtiendra cependant une voix à l'Élection présidentielle finlandaise de 1940 (fi).
Toivo Kivimäki fait partie des rares Finlandais à être prévenus de la future hyökkäyksestä itään et du rôle dévolu à la Finlande dans ce cadre.
Mais il n'avait pas une position des plus importantes dans les prises d'accord de coopération entre la Finlande et l'Allemagne.
Au printemps 1941, il aide la constitution du Bataillon de volontaires finlandais de la Waffen-SS.
Après le déclenchement de la guerre en juin 1941 et pendant une longue période, Toivo Kivimäki envoie au gouvernement finlandais des estimations optimistes des réussites militaires allemandes.
Il deviendra plus sceptique après échec de Stalingrad de 1943.
Une de ses sources est Felix Kersten le médecin personnel d'Heinrich Himmler, qui lui transmet des informations venant des cercles dirigeants allemands.
En Finlande, on envisagera de nommer Toivo Kivimäki Premier ministre au printemps 1943 et à nouveau en août 1944, mais ce projet n'aboutira pas parce que Kivimäki n'est pas disposé à rompre les relations avec l'Allemagne ou à reconnaître la paix avec l'Union soviétique sans l'approbation allemande.
Il continue à être l'ambassadeur de Finlande en Allemagne jusqu'à la rupture des relations entre la Finlande et l'Allemagne en septembre 1944.
En 1946, à la demande des Soviétiques, Toivo Kivimäki est accusé lors du procès des responsabilités de guerre, même s'il n’était pas formellement responsable politique pendant la guerre, mais un simple fonctionnaire.
Cependant il est prétendu que Toivo Kivimäki fut actif en faveur des Allemands et qu'il a transmis de fausses informations au Gouvernement finlandais pour promouvoir l'alliance germano-finlandaise. Plusieurs de ses rapports sont estimés être unilatéraux.
Initialement, le tribunal de guerre a l'intention de libérer Toivo Kivimäki, mais à la dernière minute, le Premier ministre Juho Paasikivi impose des jugements plus stricts à la demande Commission de contrôle alliée (fi).
Finalement en février 1946, Toivo Kivimäki est condamné à cinq ans de prison, dont il sort en libération conditionnelle après avoir purgé la moitié de sa peine en août 1948. Son contrôleur judiciaire est son vieil ami Eino Tulenheimo.
L'université d'Helsinki souhaitera que Toivo Kivimäki et Edwin Linkomies soient totalement graciés, parce qu'ils sont considérés comme des professeurs irremplaçables et que la perte de la citoyenneté empêche leur reprise d'activité.
En mai 1949, le Président Paasikivi gracie tous les coupables de guerre et Toivo Kivimäki et Edwin Linkomies peuvent retrouver leur charge professorale.

### Fin de vie
Après la signature du traité de Paris en 1947 et du traité finlando-soviétique de 1948 à Moscou, une certaine détente s'installe entre la Finlande et les Alliés. Le président Paasikivi le gracie en 1949, il est libéré de prison et reprend ses fonctions de professeur à l'université d'Helsinki. Jusqu'en 1956, il est professeur de droit civil.
Il est célèbre pour être un examinateur imprévisible, parfois laxiste et parfois très exigent. Il est particulièrement sévère si quelqu'un a appris un texte de loi par cœur, mais ne peut interpréter ce texte d'aucune façon.
En 1956, Toivo Kivimäki est nommé docteur honoris causa de l'université de Turku. De 1961 à 1964, il est vice-président du Comité national des sciences sociales. En 1965, il publie ses mémoires d'un politicien finlandais, dans lesquelles il cherche à présenter de la meilleure façon ses activités durant la guerre.
En 1968, il est inhumé au cimetière d'Hietaniemi en face de la tombe de Risto Ryti.

## Ses ouvrages
- Asianajajan siviilioikeudellinen vastuu (thèse), 1924
- Työlakko siviilioikeudellisilta vaikutuksiltaan, 1927
- Siviilioikeuden yleiset opit pääpiirteittäin, 1944
- Tekijänoikeus, 1948
- Suomen siviilioikeuden oppikirja: yleinen osa (avec Matti Ylöstalo), 1959
- Suomalaisen poliitikon muistelmat, 1965
- Uudet tekijänoikeus- ja valokuvauslait, 1966